# Аргентина на Зимским олимпијским играма 1960.
Аргентини је ово били четврто учешће на Зимским олимпијским играма. На Олимпијским играма 1960. у Скво Валију, САД учествовала је са 6 учесника (пет мушкараца и једна жена), који су се такмичили у два спорта.
На свечаном отварању заставу Аргентине носила је аплска скијашица Марија Кристина Шверцер.
У делегацији Аргентине најмлађи је био алпски скијаш Хорхе Абелардо Еирас са 17 година и 201 дан, а најстарији биатлонац Франсиско Херман са 39 година и 130 дана. 
После ових Игара Аргентина је остала у групи земања које нису освајале медаље на Зимским олимпијским играма.

## Учесници по спортовима
| Спорт           | Мушкарци | Жене | Укупно |
| --------------- | -------- | ---- | ------ |
| Алпско скијање  | 4        | 1    | 5      |
| Скијашко трчање | 1        | 0    | 1      |
| Укупно(2)       | 5        | 1    | 6      |

## Алпско скијање
Мушкарци
| Такмичар             | Дисциплина | Резултати       | Резултати       | Резултати       | Резултати       | Резултати       | Резултати       | Резултати       | Детаљи |
| Такмичар             | Дисциплина | 1. трка         | Пласман         | 2. трка         | Пласман         | Укупно          | Заостатак       | Пласман/учес    | Детаљи |
| -------------------- | ---------- | --------------- | --------------- | --------------- | --------------- | --------------- | --------------- | --------------- | ------ |
| Освалдо Ансинас      | спуст      |                 |                 |                 |                 | 2:28,4          | +22,4           | 45. /61 (63)    |        |
| Освалдо Ансинас      | велеслалом | 2:05,1          | +16,8           | 32. /58 (65)    |                 |                 |                 |                 |        |
| Освалдо Ансинас      | слалом     | 1:17,5          | 24              | 1:06.7          | 16              | 2:24,2          | +15,3           | 32. /58 (65)    |        |
| Клементе Тељечеа     | спуст      |                 |                 |                 |                 | 3:20,2          | +1.14,2         | 60. /61 (63)    |        |
| Клементе Тељечеа     | велеслалом | Дисквалификован | Дисквалификован | Дисквалификован |                 |                 |                 |                 |        |
| Клементе Тељечеа     | слалом     | 1:28,7          | =46             | 1:26,0          | 32              | 2:54.7          | +45,8           | 32. /58 (65)    |        |
| Дијего Швајцер       | велеслалом |                 |                 |                 |                 | 2:28,0          | +39,7           | 55. /58 (65)    |        |
| Дијего Швајцер       | слалом     | 1:32.2          | 49              | 1:34,6          | 37              | 3:06,8          | +57,9           | 32. /58 (65)    |        |
| Хорхе Абелардо Еирас | слалом     | ?               | ?               | Дисквалификован | Дисквалификован | Дисквалификован | Дисквалификован | Дисквалификован |        |

Жене
| Такмичар                | Дисциплина | Резултати | Резултати | Резултати    | Резултати | Резултати | Резултати | Резултати    | Детаљи |
| Такмичар                | Дисциплина | 1. трка   | Пласман   | 2. трка      | Пласман   | Укупно    | Заостатак | Пласман/учес | Детаљи |
| ----------------------- | ---------- | --------- | --------- | ------------ | --------- | --------- | --------- | ------------ | ------ |
| Марија Кристина Шверцер | спуст      |           |           |              |           | 1:51,0    | +13,4     | 30. /39 (42) |        |
| Марија Кристина Шверцер | велеслалом | 1:55.2    | +15,3     | 35. /40 (44) |           |           |           |              |        |
| Марија Кристина Шверцер | слалом     | 1:05,9    | 31        | 1:06,0       | 28        | 2:11,9    | +22,3     | 25. /38 (43) |        |

## Скијашко трчање
Мушки
| Дисциплина | Скијаш           | Трка      | Трка         | Детаљи |
| Дисциплина | Скијаш           | Време     | Позиција     | Детаљи |
| ---------- | ---------------- | --------- | ------------ | ------ |
| 15 км      | Франсиско Херман | 1.09:59,3 | 53 / 54      |        |
| 30 км      | Франсиско Херман | 2'11:50.4 | 44 / 45 (48) |        |